# Reaction Motors XLR99

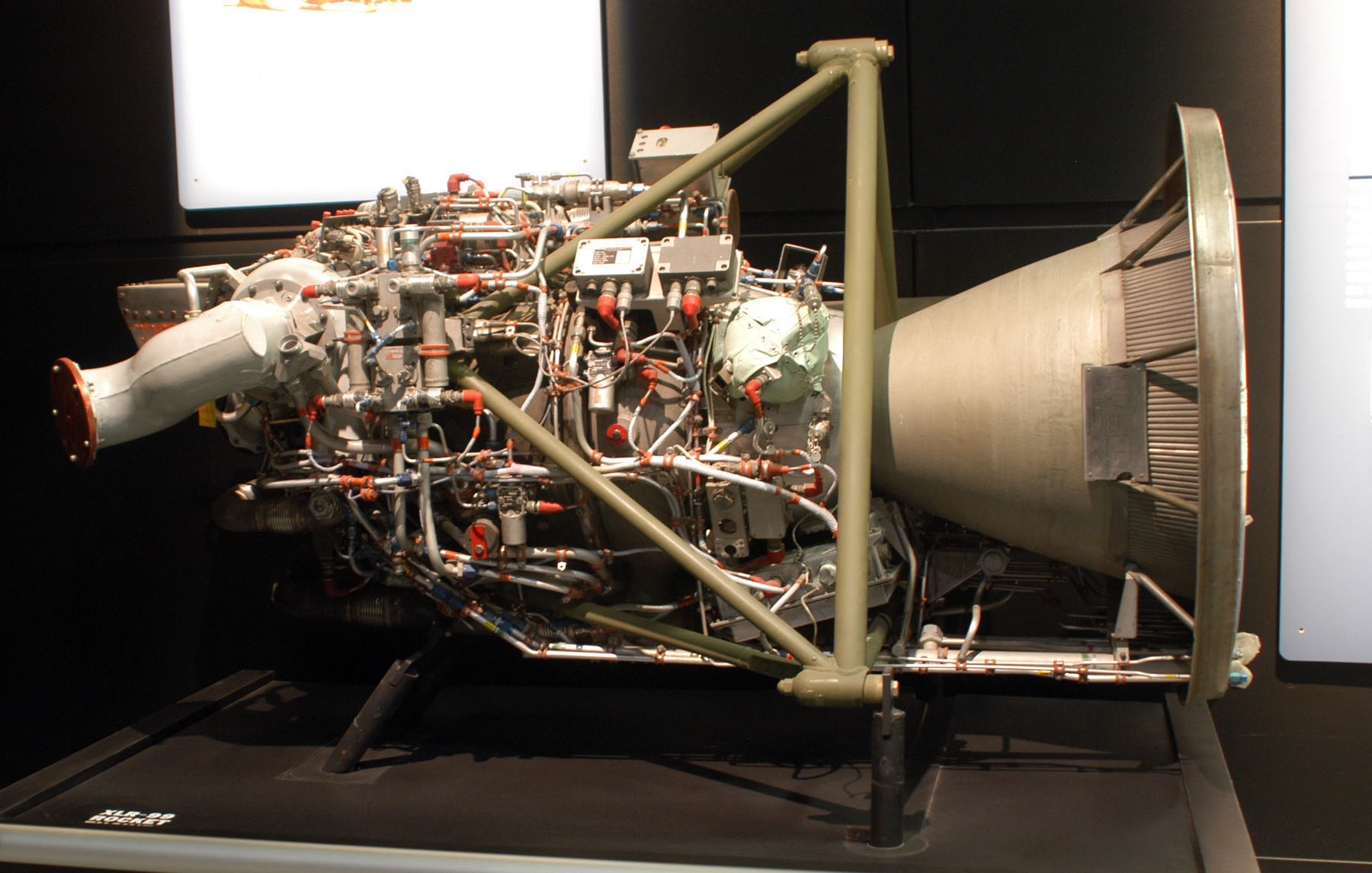
Reaction Motors XLR99

Der Reaction Motors XLR99 war der erste große, regelbare, wiederstartbare Flüssigtreibstoff-Raketenmotor. 
Er wurde von der Reaction Motors Division für die X-15 entwickelt.
Die X-15 war ein raketengetriebenes Hochgeschwindigkeitsforschungsflugzeug. Die gesammelten Daten dienten zusammen mit den Ergebnissen der Lifting-Body-Flüge dem US-Raumfahrtprogramm wie etwa dem Space Shuttle. 
Das Triebwerk konnte bis zu 254 kN Schub in Meereshöhe mit einem spezifischen Impuls ({\displaystyle I_{sp}}) von 239 Sekunden liefern. Im Vakuum betrug der Schub 310 kN bei einem {\displaystyle I_{sp}} von 279 Sekunden. Der Schub konnte von 50 bis 100 % stufenlos geregelt werden. Das Triebwerk konnte im Flug ab- und wieder angeschaltet werden. Die Treibstoffe Flüssigsauerstoff und Ammoniak wurden von einer Turbopumpe  mit bis zu 4.500 kg pro Minute gefördert.
Die zulässige Betriebsdauer bis zur Überholung betrug eine Stunde. Die Brenndauer des X-15-Triebwerks betrug bei Vollschub 83 Sekunden (150 Sekunden mit Zusatztanks), damit waren also 20 bis 40 Flüge bis zur Überholung möglich. 
Wie moderne Flüssigkeits-Raketenmotoren wurden Brennkammer und Düse regenerativ über zahlreiche dünne Leitungen in der Brennkammerwand bzw. der Düse gekühlt. Der Treibstoff diente so vor der Einspritzung in die Brennkammer als Kühlmittel. Der Motor wog 413 kg.